# Restos du Cœur
Restos du Cœur, voluit Les Restaurants du Cœur - Relais du Cœur is een in 1985 door de komiek Coluche opgerichte Franse liefdadigheidsorganisatie die voedsel verdeelt onder dak- en thuislozen in dat land.

## Geschiedenis
Coluche kondigde zijn idee voor de Restos du Cœur aan op 26 september 1985. Hij wou restpartijen voedsel gebruiken in gaarkeukens om maaltijden van te koken voor daklozen. Dit naar aanleiding van het nieuws dat het de overheden meer kost de landbouwoverschotten op te slaan dan die uit te delen aan de armen onder de bevolking. Hij ging zijn zaak in februari 1986 bepleiten in Brussel bij de EEG en met succes: de voorraden werden opengesteld voor vier organisaties, waaronder de Restos du Cœur.
Het initiatief nam een grote vlucht en die winter deelden 5.000 vrijwilligers meer dan 8,5 miljoen maaltijden uit. In een benefietoptreden van Les Enfoirés, betuigde een aantal bekende Franse artiesten die voor de gelegenheid een groep hadden gevormd, steun aan het initiatief. Jean-Jacques Goldman schreef een lied dat bij de organisatie zou gaan horen: La chanson des Restos. Het lied was een echte meezinger en werd een grote hit in Frankrijk. Goldman heeft dan ook voor het parlandogedeelte ervan de supersterren Yves Montand en Michel Platini weten te strikken.
Na het verongelukken van Coluche later dat jaar zette zijn weduwe, Véronique Kantor, het initiatief door. Het aantal vrijwilligers en het aantal opgediende maaltijden groeide elke winter. Ook de maatschappelijke invloed van de organisatie groeide. In 1989 werd in Frankrijk de loi Coluche aangenomen, die het mogelijk maakt een gedeelte van giften aan goede doelen af te trekken van de belasting.
In de jaren negentig richtte Restos du Cœur allerlei dochterorganisaties op. Voorbeelden zijn Relais du Cœur, die daklozen helpt bij herintreding, en de Toits du Cœur die deze mensen onderdak verleent. Vestigingen van deze organisaties zijn over het hele land te vinden. Inmiddels dienen de Restos du Cœur het hele jaar door maaltijden op, in  2008-2009 waren dat er 100 miljoen, en in datzelfde jaar huisvestte de organisatie 800.000 personen.
Ook in België bestaat Restos du Cœur sinds 1985.

## Organisatie

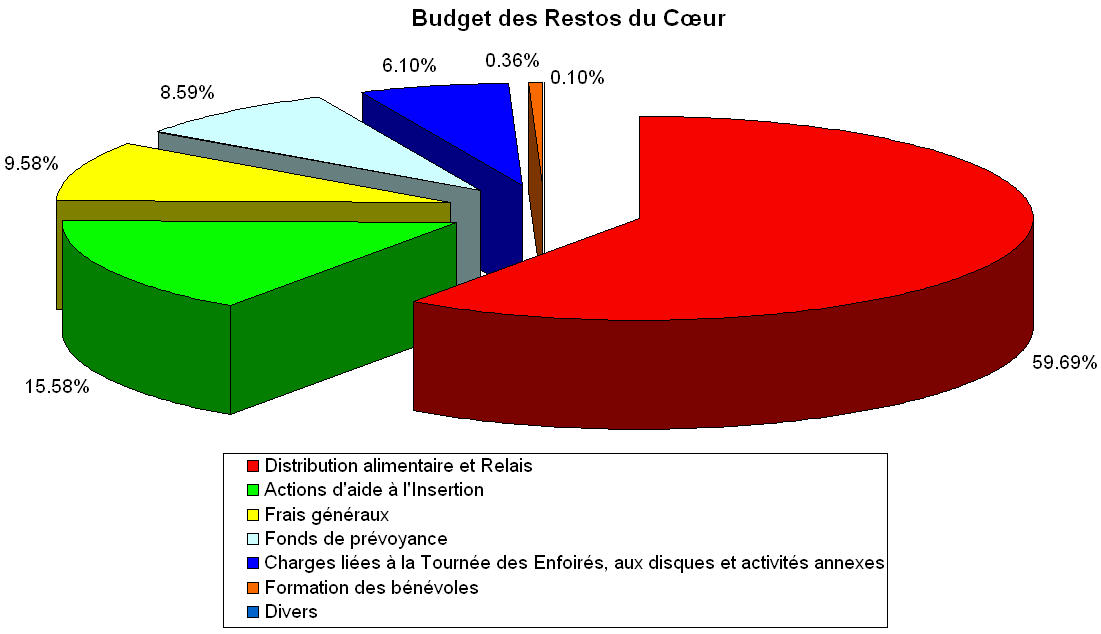
De verdeling van de inkomsten van de organisatie over de verschillende vormen van hulpverlening

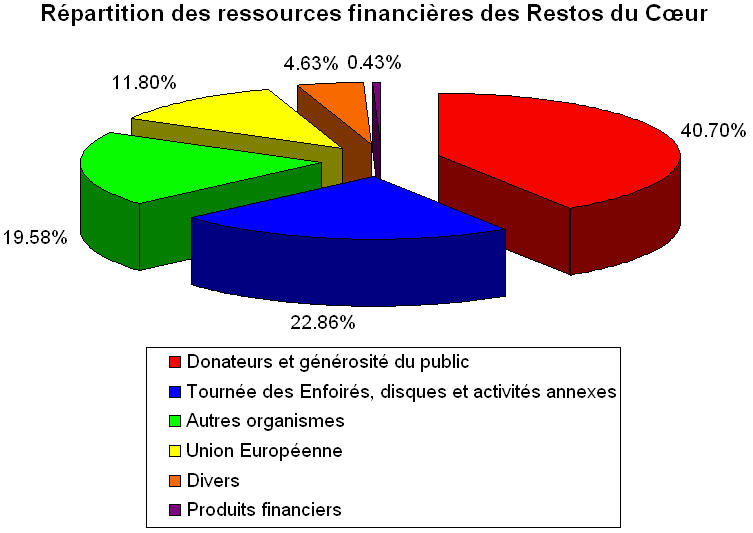
De inkomsten van Les restos du Cœur

Doel van de organisatie is restpartijen voedsel bij grote bedrijven in te zamelen en te gebruiken in centrale keukens. Dit was in het begin uit de voorraden van de overheid, later is de organisatie ook actief goederen gaan werven bij commerciële bedrijven. Hoewel de restaurants zelf nog wel het meest zichtbare aspect van de organisatie zijn, ligt achter de schermen het accent op een duurzamere oplossing door herintegratie van dak- en kanslozen.
De nationale organisatie houdt toezicht op de centrale verdeling van de voorraden, stemt het handelen van de lokale organisaties op elkaar af en leidt vrijwilligers op. Verder zijn er 117 lokale organisaties in 96 departementen. Zij zijn in naam autonoom maar door een handvest gebonden aan de centrale organisatie. Van 5.000 vrijwilligers in het eerste jaar is het aantal dat tegenwoordig in de lokale organisaties meehelpt gegroeid tot 55.000. Het draaiende houden van de hele operatie kostte in 2008-2009 142,8 miljoen euro.
Door openheid en het onderschrijven van een aantal overheidsnormen garandeert Restos du Cœur dat het meer dan 90% van het gedoneerde en anders verkregen geld terechtkomt bij de mensen waar het om gaat. Belangrijkste bronnen van inkomsten zijn:
- giften van particulieren en bedrijven (58 miljoen euro in 2008-2009)
- steun van verschillende overheden waaronder de EU (45,8 miljoen euro in 2008-2009)
- inkomsten uit het organiseren en uitzenden van het jaarlijkse benefietconcert Les Enfoirés, en de inkomsten uit de licenties daarvan op merchandising, cd's, dvd's en andere aanverwante producten.

## Les Enfoirés
In januari 1986 verscheen Coluche met een aantal vooraanstaande zangers op de Franse televisie om aandacht te vragen voor de Restos du Cœur, een liefdadigheidsorganisatie die van landbouwoverschotten maaltijden kookt voor daklozen. Zij noemen zichzelf Les Enfoirés. Na de dood van Coluche riep zijn weduwe de artiesten op verder te gaan met het initiatief. Dat doen zij en op die manier ontstond er een jaarlijks terugkerend mediaspektakel dat het grootst in zijn soort in de Franstalige wereld zou worden. Door de jaren heen hebben meer dan 40 van de meest vooraanstaande Franse zangers deel uitgemaakt van Les Enfoirés, vaak zelfs meerdere keren.